# Minőségi Újságírásért díj
A Minőségi Újságírásért díjat 1997-ben alapította Dávid Péter egykori újságíró, a Philip Morris Magyarország akkori kommunikációs vezetője. A díj odaítélésének módja az alapítás óta nem változott: egy független zsűri dönt az adott hónap legjobb írásáról. A díjazásnál nem szempont a téma, a műfaj, a megjelenés helye, a szerző személye, csak és kizárólag az adott cikk minősége számít.
A havonta odaítélt díjat az alapítás óta több mint 100 szerző közel 130 írása kapta meg. (A legtöbb alkalommal - eddig hatszor - Romhányi Tamás, a Népszabadság újságírója részesült az elismerésben.)
A díjat 2005 óta a Minőségi Újságírásért Alapítvány kezeli, az alapítvány elnöke Weiss-Tar Ágnes. A kuratórium tagjai: Buzinkay Géza, F. Tóth Benedek. Hornyák Tibor és Szabó Edit.
Ugyanebben az évben lett a díj kizárólagos támogatója a PricewaterhouseCoopers, és emelkedett a díj összege nettó 200 ezer forintra. A díj honlapja ugyancsak 2005 óta érhető el, ahol szinte valamennyi korábbi díjazott cikk, illetve a díjazott szerzők önéletírásai is elolvashatóak. A honlapon keresztül egyébként bárki ajánlhat díjazásra érdemesnek vélt cikket a zsűri figyelmébe.
A díjjal járó okleveleket évente egyszer adják át, míg a havonta odaítélt pénzjutalmat rögtön megkapják a nyertesek. Az eddig díjazott írásokból eddig 7 kötet jelent meg, legutóbb 2009 elején.
A díjról döntő zsűri összetétele 2009 eleje óta: Bánki András (a Világgazdaság volt főszerkesztője), Bojtár B. Endre (a Magyar Narancs főszerkesztője), Farkas Zoltán (a HVG rovatszerkesztője), Martin József Péter (a Figyelő volt főszerkesztője), Mészáros Antónia (az MTV Az este című műsorának műsorvezetője), Molnár Patrícia (a HVG rovatszerkesztője) és Weyer Balázs (az Origo főszerkesztője). Az alapítvány és a díj titkári feladatait Bajnai Zsolt (Picasso Média) látja el.
A díj támogatója 2010 januárja óta a One Magyarország.

## Jegyzet
1. ↑  Minőségi Újságírásért-díj. Minőségi Újságírásért-díj (2016. május 10.)  (Hozzáférés: 2022. október 29.) arch

## Forrás
http://mediapedia.hu/minosegi-ujsagirasert-dij